# استان مسقط
استان مَسقَط (به عربی: محافظة مَسقَط) یکی از استان‌های عمان به مرکزیت مسقط است. جمعیت آن طبق آمار منتشر شده در وزارت امور خارجه عمان در سال ۲۰۱۶میلادی برابر ۲٬۳۹۵٬۴۱۲نفر گزارش شده‌است.

## جغرافیا
استان مسقط در جزء جنوبی ساحل استان باطنه شمالی و بین دریای عمان و کوه حجر شرقی واقع شده و یکی از بنادر مهم عمان است.
این بندر به شکل خلیج مدوری محصور در کوه‌های خشک و بدون هیچ‌گونه پوشش نباتی با صخره‌های درشت و درخشنده شکل یافته و به زحمت از ساحل مشاهده می‌شود. این کوه‌ها با وجودی که مانند دیوار سنگی مدوری بندر مسقط را احاطه کرده‌اند، غالباً از هم جدا هستند و از طریق فواصل آن‌ها می‌توان به پشت کوه‌ها راه یافت.
استان مسقط و بخش‌های توابع آن قلب کشور عمان را تشکیل می‌دهند، تمام نهادهای بزرگ دولتی در مسقط قرار دارند، شهر مسقط یکی از قدیمی‌ترین شهرهای عمان است.
بر فراز کوه‌های مسقط چند قلعهٔ تاریخی وجود دارد که مشهورترین آنها قلعه می‌رانی و قلعه جلالی هستند.

## تقسیمات کشوری
در تقسیمات کشوری سلطنت عمان استان مسقط شامل شش شهرستان أست:

## شهرستان‌ها
شهرستان‌ها (در عربی عمان: ولایات) این استان عبارتند از:
مسقط
مطرح
بوشر
السیب
العامرات
القریات

## روستاها
- روستای رأس الخیرات.
- روستای ضباب.
- روستای طیوی.
- روستای الصرور.
- روستای قلعات.

## فهرست منابع و مآخذ
- سلطنة عمان، مسقط: وزارة الاعلام، ۱۹۹۲ میلادی تاریخ وارد شده در |سال= را بررسی کنید (کمک) به (عربی).
- السلطان:قابوس، البوسعید،  موسوعة  دلیل الأعلام: مسقط، چاپ اول، سال ۱۹۹۸ میلادی. (به عربی).
- المعمری، بن معتوق، سالم ،(«عمان ۹۲») چاپ مسقط سال میلادی۱۹۹۲ میلادی. به (عربی).
- دکتر:القاسمی، سلطان، بن محمد،  «(تقسیم الإمبراطوریة العُمانیة)» ، چاپ دوم، مطابع البیان التجاریة دبی: سال انتشار ۱۹۸۹ میلادی.
- عمان فی عام ۱۹۸۶ (عام الحصاد والتراث) إصدار وزارة الإعللام، دارالعرب للطباعة والنشر والتوزیع، ۱۹۸۶ میلادی
- لفتنانت کولونیل، سیر آرنولد ویلسون،  «(تاریخ عمان والخلیج)»  ، انتشار سال ۱۹۸۸ میلادی.